# Вига (тауншип, Миннесота)
Вига (англ. Vega) — тауншип в округе Маршалл, Миннесота, США. На 2000 год его население составило 155 человек.

## География
По данным Бюро переписи населения США площадь тауншипа составляет 116,4 км², из которых 116,4 км² занимает суша, водоёмов нет.

## Демография
По данным переписи населения 2000 года здесь находились 155 человек, 52 домохозяйства и 42 семьи. Плотность населения —  1,3 чел./км². На территории тауншипа расположено 57 построек со средней плотностью 0,5 построек на один квадратный километр. Расовый состав населения: 96,13 % белых, 0,65 % коренных американцев и 3,23 % — других рас США. Испанцы или латиноамериканцы любой расы составляли 5,81 % от популяции тауншипа.
Из 52 домохозяйств в 42,3 % воспитывались дети до 18 лет, в 65,4 % проживали супружеские пары, в 5,8 % проживали незамужние женщины и в 19,2 % домохозяйств проживали несемейные люди. 17,3 % домохозяйств состояли из одного человека, при том 7,7 % из — одиноких пожилых людей старше 65 лет. Средний размер домохозяйства — 2,98, а семьи — 3,36 человека.
32,3 % населения — младше 18 лет, 5,2 % — в возрасте от 18 до 24 лет, 27,1 % — от 25 до 44, 17,4 % — от 45 до 64, 18,1 % — старше 65 лет. Средний возраст — 37 лет. На каждые 100 женщин приходилось 106,7 мужчин. На каждые 100 женщин старше 18 приходилось 114,3 мужчин.
Средний годовой доход домохозяйства составлял 51 875 долларов, а средний годовой доход семьи —  54 167 долларов. Средний доход мужчин —  31 875  долларов, в то время как у женщин — 20 417. Доход на душу населения составил 18 212 долларов. За чертой бедности не находилась ни одна семья и 0,6 % всего населения тауншипа.